# Michał Grocholski (1929–2020)
Michał Adam Grocholski, pseudonimy „Adam”, „Biskup” (ur. 24 grudnia 1929 w Falentach pod Warszawą, zm. 23 listopada 2020 w Warszawie) – polski orientalista, konsul generalny w Chicago (1992–1997).
Syn płk. Adama Remigiusza Grocholskiego i Barbary ze Światopełk-Czetwertyńskich. Otrzymał domowe wykształcenie. W czasie okupacji był harcerzem 16. Warszawskiej Drużyny Harcerskiej, w powstaniu warszawskim żołnierzem w stopniu strzelca Szarych Szeregów w IV Obwodzie „Grzymały” (Ochota) Warszawskiego Okręgu Armii Krajowej, następnie w Grupie „Kampinos”. Po wojnie przez pięć lat nie mógł podjąć studiów. Pracował jako operator maszyn budowlanych. Następnie ukończył studia orientalistyczne i został zatrudniony w Polskiej Izbie Handlu Zagranicznego. W latach 1953–1983 pozostawał w kręgu zainteresowania Służby Bezpieczeństwa.
Po przemianach ustrojowych pełnił funkcję konsula generalnego RP w Chicago (1992–1997). Działał w Polskiej Radzie Ruchu Europejskiego.
Żonaty z Julittą z d. Rakowicz. Pochowany na Cmentarzu Wojskowym na Powązkach (kw. 18D kol. lewe A-8-5).

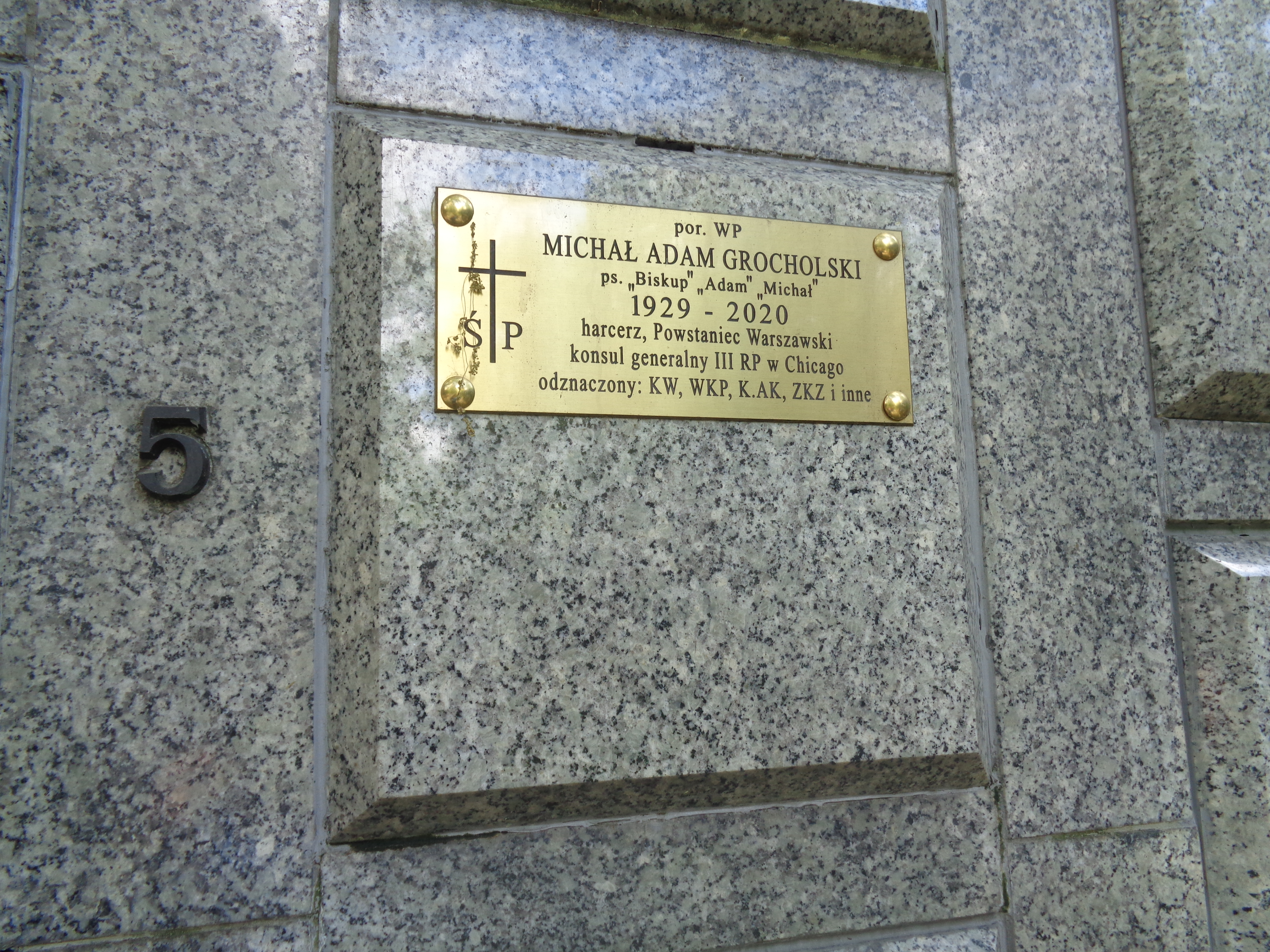
Nagrobek Michała Grocholskiego na Cmentarzu Wojskowym na Powązkach